# Neoscortechinia nicobarica
Neoscortechinia nicobarica är en törelväxtart som först beskrevs av Joseph Dalton Hooker, och fick sitt nu gällande namn av Ferdinand Albin Pax och Käthe Hoffmann. Neoscortechinia nicobarica ingår i släktet Neoscortechinia och familjen törelväxter. Inga underarter finns listade i Catalogue of Life.